# Peter Richardson
Peter Richardson (* 24. Juni 1970 in Middlesbrough) ist ein ehemaliger britischer Boxer.

## Karriere
Peter Richardson ist Britischer Meister 1989 im Federgewicht und 1993 im Halbweltergewicht. Beim Canada Cup 1989 besiegte er in den Ausscheidungskämpfen Gegner aus Kanada und Südkorea, sowie im Halbfinale Mohamed Achik, ehe er im Finale gegen Ivan Robinson ausschied.
Bei den Weltmeisterschaften 1991 in Australien schlug er Sergio Rey aus Spanien und Andreas Zülow aus Deutschland, ehe er im Viertelfinale gegen Vernon Forrest aus den USA unterlag. 1992 konnte er sich bei den europäischen Qualifikationskämpfen in Italien mit Siegen gegen James Pender aus Schottland, Lubomir Dimitrow aus Bulgarien und Vukašin Dobrašinović aus Jugoslawien für die Olympischen Spiele 1992 in Spanien qualifizieren. Dort schlug er diesmal Vernon Forrest (14:8) und den Mongolen Nyamaa Altankhuyag (21:4), ehe er gegen den Rumänen Leonard Doroftei (7:20) aus den Spielen ausschied.
1994 siegte er beim Multinationen-Turnier in England, als er Noah Amine, Steven Küchler und Christian Giantomassi besiegen konnte. Zudem gewann er noch im Halbweltergewicht die Commonwealth Games 1994 in Kanada, als ihm Siege gegen Jamie Pagendam, Daniel Fulanse, Tijani Moro und Mark Winters gelangen.
Von 1995 bis 2000 bestritt er 17 Profikämpfe in Großbritannien und Irland, von denen er 14 gewann.